# スレイマ
スレイマ（Zuleyma）ことエルビア・フラゴソ・アロンソ（Elvia Fragoso Alonso、女性、1964年1月13日 - ）は、メキシコのプロレスラー。メキシコシティ出身。妹のジャネットもプロレスラーでミス・ジャネスとして活動していた。現在の夫はカト・クン・リー・ジュニア。CMLL社長パコ・アロンソの姪。

## 来歴
1980年3月16日、アレナ・ネッサでデビュー。
1986年、チェラ・サラサのパートナーとして全日本女子プロレスで初来日。3月20日の大阪城ホールにてサラサとともにブル中野と組み、デビル雅美&永友香奈子&小松美加と対戦。11月、旗揚げされたばかりのジャパン女子プロレスに参戦
1987年、タニアとの「ラス・ゲリジェーラス」として再び全女に参戦。
1988年、メキシコ女子王座獲得。長与千種の北米遠征にも帯同した。
1989年、初代WWA世界女子王座獲得。
1991年2月23日、エル・トレオでローラ・ゴンザレスを破りUWA世界女子王座を奪取。
その後は同年旗揚げされたW★INGプロモーションに参戦し、マルタ・ビジャロボス相手にUWA王座の防衛戦も行った。UWA王座は1995年まで保持していた。
W★INGでは常連ルチャドーラとしてミックスファイトも経験し、後に妹のミス・ジャネスも来日。
1997年頃、セミリタイア状態になる。
2008年3月29日、シカゴで限定復帰。夫婦タッグで勝利を挙げる

## 得意技
- トペ・スイシーダ
- セントーン

## タイトル
- メキシコ女子王座
- 初代WWA世界女子王座
- 第16代UWA世界女子王座